# رادیوایمونواسی
رادیوایمونواسی (به انگلیسی:Radioimmunoassay) یا به اختصار RIA نوعی روش آزمایش درون‌کشتگاهی است که برای اندازه‌گیری میزان آنتی ژن‌ها به کمک پادتن‌ها استفاده می‌شود.
این روش دارای حساسیت و ویژگی بالایی است. این روش نیازمند استفاده از تجهیزات تخصصی است و همین امر آن را در زمره روش‌های آزمایشگاهی گران قرار داده است. در برخی از موارد نیز برای انجام این آزمایش نیاز به مجوز استفاده از مواد رادیواکتیو می‌باشد. این روش توسط روزالین سوسمن یالو ابداع شد.